# Kamm (Adelsgeschlecht)

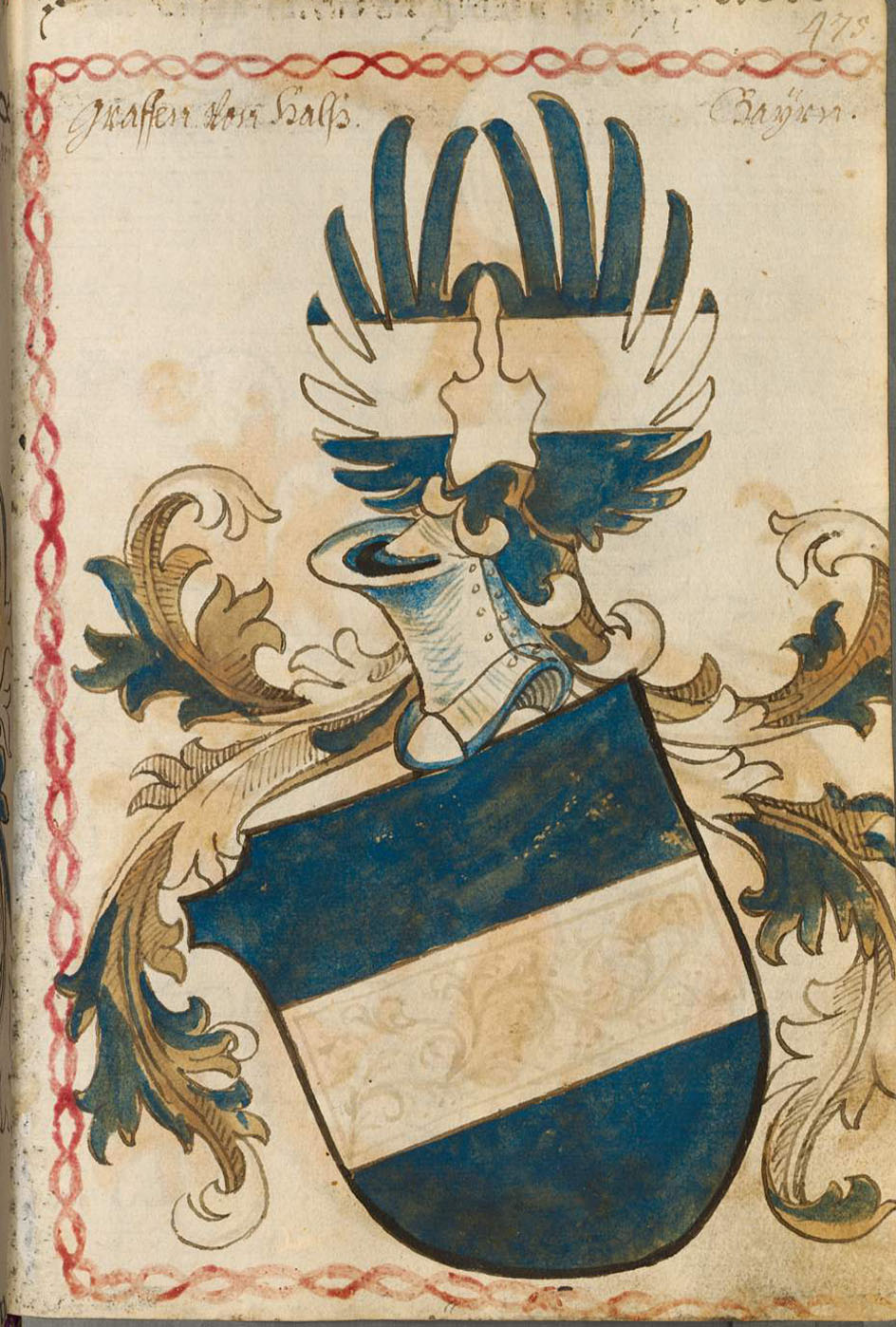
Wappen der Grafen von Hals

Kamm ist der Name eines bayerischen Adelsgeschlechts während des Hochmittelalters. Es stieg im Laufe der Jahrhunderte vom Titel eines Edelfreien von Kamm bis zum Grafen von Hals auf. Im Jahre 1375 starben sie im Mannesstamm aus. Ursprünglicher Stammsitz des Geschlechtes war die heute abgegangene Burg Kamm bei Ortenburg in Niederbayern, später die heutige Burgruine Hals bei Passau.

## Namensvariationen
Im Laufe der Jahrhunderte änderte sich die Schreibweise des Namens. Bekannte Variationen sind:
Kamm, Cham, Camb, Chamb, Chamba, Chambe, sowie die Namenszusätze Rothenberg oder -Rothenburg (nach dem Besitz Rothenburg um das Jahr 1200) und Hals (nach Erlangung der Herrschaft Hals bei Passau um 1160). Nach dem Verlust ihrer Stammburg Kamm benannten sie sich nur noch nach ihrem Sitz in Hals. Zudem benannte sich ein Seitenzweig des Geschlechtes im 12. und 13. Jahrhundert nach Uttendorf.

## Geschichte

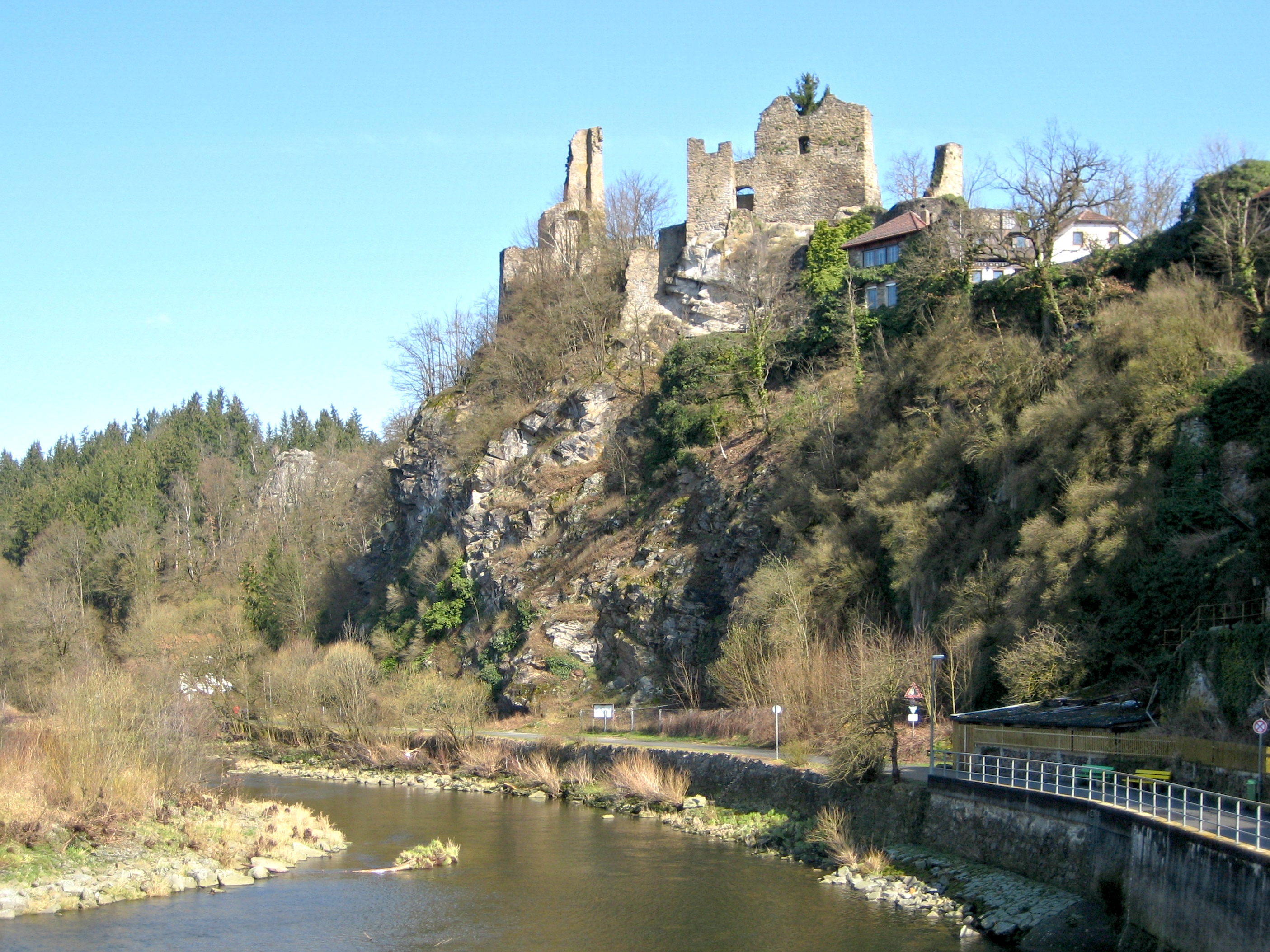
Die heutige Burgruine Hals gelangte 1189 in den Besitz der Edelfreien von Kamm und wurde der neue namengebende Stammsitz.

Der Ursprung des Geschlechtes Kamm ist in der Oberpfalz bei Cham zu suchen, woher sich wohl der Name des Stammsitzes ableitet. Dort tritt zum ersten Mal ein Vertreter des Adelsgeschlechtes auf, Mazili I. Zur Blütezeit hatten sie einen ausgedehnten Güterkomplex zwischen Donau und Inn, ebenso unmittelbar nördlich der Stadt Passau und westlich der Ilz, sowie beträchtlichen Streubesitz zwischen Ilz und Ranna. Bemerkenswert war ebenso der massierte Besitz im Bereich der Klostergüter des Hochstiftes Passau.
Es wird angenommen, dass Mazili I. im Gefolge des Grafen Ulrich von Vohburg nach Passau kam. Ulrich übernahm das reiche und wohlhabende Amt des Passauer Burggrafen. Da Mazili ein Gefolgsmann Ulrichs war, wird heute angenommen, dass er so die Güter an der Wolfach um Kamm, einen heutigen Vorort von Ortenburg, erlangte. Bemerkenswert hierbei ist allerdings die Nähe der Besitztümer der Edelfreien von Kamm zu denen der Grafen von Ortenburg, welche direkt nebeneinander lagen. Gemeinsam mit den Kammern traten damals die Edelfreien von Griesbach-Waxenberg und von Polsenz-Hals auf. Mit dem Tod des Burggrafen Ulrich des „Vielreichen“ wechselte ein Großteil des Besitzes südlich der Donau an das Haus Spanheim. Aus Erbteilungen entstanden die Güter, die die Basis für die spätere Grafschaft Ortenburg darstellen sollten. Es scheint, dass damals die Kammer ebenso in das Gefolge der neuen benachbarten Grafen wechselten.
Neben den Bindungen zum Passauer Burggrafen fanden sich die Kammer in engen Beziehungen zum Bamberger Bischof. Bereits 1073 trat Mazili I. als Vogt des bambergischen Stifts Osterhofen auf, was bemerkenswert ist für ein kleines edelfreies Geschlecht. Auch in der Folgezeit erlangten die Edelfreien bedeutende Vogteirechte, so unter anderem über Aldersbach, Asbach und Aigen am Inn, welche sie zum Teil über Generationen hinweg innehatten.
Die genauen Linien und Besitztümer der Kammer zu Beginn ihrer Geschichte sind bis heute nicht vollständig nachgewiesen, jedoch ist gesichert, dass es sowohl Linien und Besitz in Mühlham, Uttendorf und Bleichenbach gab und sich diese Zweige auch danach benannten.
Nach 1160 heiratete Albert von Kamm Liukarde von Hals, die zweite Gemahlin Baldmars, des um 1160 gestorbenen letzten Halser Herrn aus dem Hause Polsenz (Palsence), und erbte die Herrschaft Hals samt allen vom Reich herrührenden Lehen nördlich von Passau und an der Ilz. Der Herrschaftssitz wurde daraufhin nach Hals verlegt. Der Stammsitz, die Burg Kamm, wird in mancher Quellen nach dem Tode Walchuns II. von Kamm im Jahre 1222 als aufgegeben beschrieben, genaueres ist darüber nicht bekannt.
Aufgrund der Bestrebungen der Passauer Bischöfe den Besitz zwischen Inn und Mühel zu erlangen und ihre Macht zu stärken, kam es bald zu einem Konflikt der beiden Parteien. Aus diesem Grund unterstützten die Kammer die Grafen von Ortenburg, deren Gefolgsleute sie damals noch waren, in ihren Fehden gegen die Grafen von Bogen und die Bischöfe von Passau. Der Ausgang der Fehden war jedoch sehr verhängnisvoll für die Edelfreien, da sie stets auf der Verliererseite standen. So war Albert von Hals gezwungen die Burg Hals an das Passauer Domstift zu verpfänden. Die Abwesenheit des Passauer Bischofes Ulrich II. bei der Kaiserkrönung Friedrichs II. in Rom 1220 und dem anschließenden Kreuzzug nützte Albert um die Burg wieder zu besetzen. Albert wurde jedoch genötigt die Burg Herzog Ludwig I. von Bayern zu übergeben. Dieser beauftragte die mächtigen Grafen von Bogen mit der Verwahrung der Feste bis zur Rückkehr des Passauer Bischofs. Zwei Jahre später erwirkte der Nachfolger des im Kreuzzug gefallenen Bischofs, Bischof Gebhard I. von Pleyen, von König Heinrich VII. die Reichsacht über Albert von Hals und dessen Helfer. In den Folgejahren zwang Bischof Gebhard dem Halser all seinen allodialen Besitz und Lehen in die Hände des Hochstifts zu übergeben und zu resignieren. Albert erhielt die Besitztümer zwar wieder als kirchliches Lehen zurück, war nun jedoch abhängig vom Passauer Bischofsstuhl. Im Jahre 1224 zog Herzog Ludwig die bambergischen Lehen der Kamm-Halser ein. Ebenso zog Bischof Gebhard 1226 die Halser Vogteirechte zu Aigen am Inn ein und begründete dies mit dem Urteil aus dem Jahre 1222. Erneut zwei Jahre später verlieh der bambergische Bischof Ekbert von Meran die Lehen der Halser an die bayerischen Herzöge Ludwig und Otto. Den Kamm-Halsern gingen dadurch reiche Besitzungen verloren, der Tiefpunkt für das Geschlecht wurde erreicht.
1244 übergab Alram als Ersatz für den zugefügten Schaden Vogteirechte im Rottal, um die Hofmark Ottmaring und restliche kaiserliche Lehen an den Passauer Bischof, um sie erneut als Kirchenlehen zu empfangen.
Mit dem Ausklingen des 13. Jahrhunderts änderte sich jedoch die Stellung der Edelfreien von Kamm-Hals. Zunächst gelang es den bayerischen Herzögen den Nachfolger des 1246 verstorbenen Alram von Hals, Albert VI., für ihre Seite zu gewinnen. Des Weiteren gelang es Albert von Hals 1280 von König Rudolf I. in den Grafenstand erhoben zu werden. Die Grafen trieben nun rasch die Erweiterung ihres Herrschaftsraumes voran, welcher sich bald von Osterhofen und Aidenbach bis an die böhmische Grenze zog. Des Weiteren sicherten sich die Grafen den bedeutenden Handelsweg „Goldener Steig“ nach Böhmen, welcher eine wichtige Einnahmequelle für ihre Grafschaft darstellte.
1291 gelangten die alten Güter um Kamm als Mitgift an den Grafen Rapoto IV. von Ortenburg. Ob dabei allerdings auch die ehemalige Stammburg Kamm an das Haus Ortenburg kam oder ob dies bereits früher geschah, ist unklar.
Die Grafen Alram und Albrecht von Hals werden als Führer der niederbayerischen Adeligen in der Schlacht von Gammelsdorf, 1313, genannt.
Mit dem Tod Heinrichs von Leonberg ging die Grafschaft Leonberg an Graf Alram von Hals.
Seit Mitte des 14. Jahrhunderts wurde den Halsern die Feste Hals und umliegende Güter als Reichslehen verliehen, dies bedeutete eine Loslösung der Abhängigkeit von der Passauer Kirche.
Im Jahre 1375 starb der letzte Graf von Hals, Leopold. Nach seinem Tod lieferten sich die Erben, die Grafen von Leuchtenberg und die Grafen von Ortenburg, über Jahre hinweg einen erbitterten Erbstreit. Heinrich IV. von Ortenburg erhob Anspruch auf das volle Erbe, da er mit der Tochter des letzten Grafen verheiratet war und das nähere Verwandtschaftsverhältnis hatte. Landgraf Johann von Leuchtenberg erwirkte jedoch über seine Beziehungen zu den bayerischen Herzögen und zu Kaiser Karl IV. die Belehnung für sich. Der Streit mit den Ortenburgern dauerte aber noch an. 1379 kam es schließlich zu einer vertraglichen Regelung. Die Grafen von Ortenburg bekamen die Herrschaften Leonberg, Gebiet nördlich des Inns, in den heutigen Gemeinden Marktl, Zeilarn und Tann, Baumgarten, Haarbach bei Geisenhausen, Ganghofen und Hof sowie Zehent zu Mamming. Die Leuchtenberger erhielten die Grafschaft Hals, Osterhofen, Haidenburg mit Aidenbach, Göttersdorf und die an Vils und Wolfach liegenden Güter.

## Wappen
Blasonierung: Das Wappen derer von Kamm bzw. Grafen von Hals zeigt in Blau einen silbernen Balken; auf dem Helm mit blau-silbernen Decken ein offener, wie der Schild bezeichneter Flug.

## Persönlichkeiten
Die bekanntesten Vertreter des Geschlechtes sind neben dem Begründer Mazili seine Nachkommen als Grafen von Hals. Die bekannteste Vertreterin des Geschlechts ist die Selige Alruna von Kamm (meist als Alruna von Cham bezeichnet).